# Síndrome insular

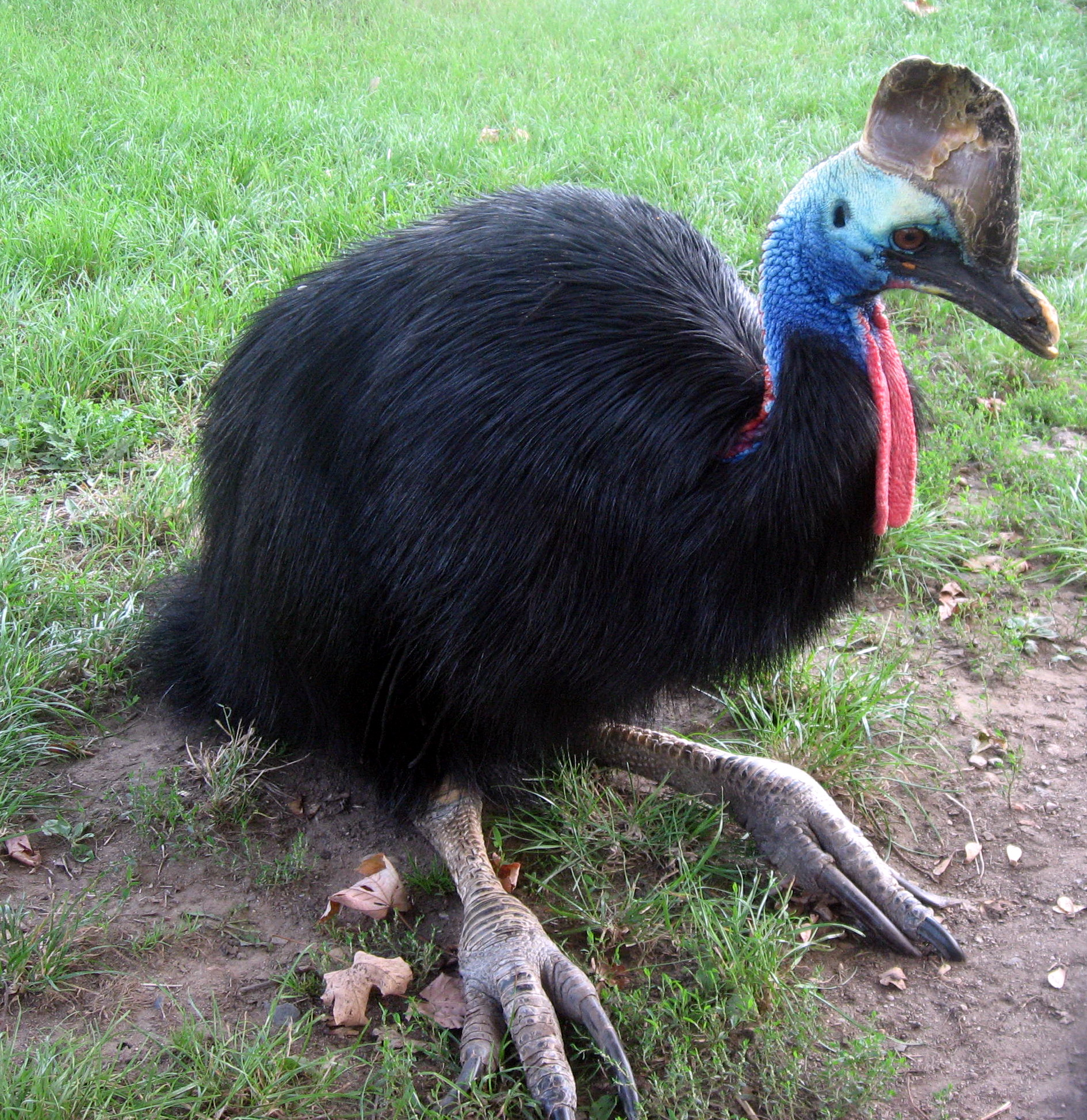
O casuar-do-sul, uma ave nativa da Indonésia, Nova Guiné e nordeste da Austrália que exibe o gigantismo insular e a plumagem sexualmente monomórfica, ambas características da Síndrome insular

A síndrome insular descreve as diferenças na morfologia, ecologia, fisiologia e comportamento das espécies insulares em comparação com as suas contrapartes continentais. Estas diferenças evoluem devido às diferentes pressões ecológicas que afectam as espécies insulares incluindo uma escassez de grandes predadores e herbívoros, bem como um clima temperado.